# Viaur
Viaur – rzeka we Francji, przepływająca przez tereny departamentów Aveyron, Tarn oraz Tarn i Garonna. Ma długość 168,3 km. Stanowi lewy dopływ rzeki Aveyron.

## Geografia
Viaur swoje źródła ma w departamencie Aveyron, na terenie gminy Vézins-de-Lévézou, na obszarze Parku Regionalnego Grands Causses, na stokach wzniesienia Puech du Pal (1155 m n.p.m.). Rzeka generalnie płynie w kierunku zachodnim. Nad doliną Viaur należało zbudować dwa duże wiadukty: wiadukt kolejowy, który dominuje 120 metrów nad rzeką, oraz wiadukt drogi ekspresowej N88. Viaur uchodzi do Aveyron na terenie gminy Laguépie w departamencie Tarn i Garonna. 
Viaur przepływa przez 3 departamenty, w tym 30 gmin:
AveyronVézins-de-Lévézou (źródło), Ségur, Sévérac-le-Château, Pont-de-Salars, Bor-et-Bar, Le Vibal, Saint-André-de-Najac, Trémouilles, La Salvetat-Peyralès, Arques, Flavin, Calmont, Comps-la-Grand-Ville, Camjac, Centrès, Camboulazet, Sainte-Juliette-sur-Viaur, Cassagnes-Begonhes, Lescure-Jaoul, Crespin, Saint-Just-sur-Viaur, Tauriac-de-Naucelle
TarnSaint-Martin-Laguépie, Pampelonne, Mirandol-Bourgnounac, Tanus, Jouqueviel, Montirat, Saint-Christophe
Tarn i GaronnaLaguépie (ujście)

## Hydrologia
Uśredniony roczny przepływ rzeki Viaur wynosi 14,7 m³/s. Pomiary były przeprowadzone na przestrzeni ostatnich 80 lat w miejscowości Laguépie. Największy przepływ notowany jest w lutym (30,8 m³/s), a najmniejszy w sierpniu – 2,76 m³/s. 

## Dopływy
Viaur ma 72 opisane dopływy. Są to:
| - Ruisseau de la Caze - Ruisseau de Boutaric - Ruisseau de Rieutord - Ruisseau des Pradines - Ruisseau de Bouteille - Ruisseau de Lacan - Ruisseau de Varayrous - Bouzou - Ruisseau d'Estache - Ruisseau de Clauvèrhes - Ruisseau des Gardies - Ruisseau de la Brauge - Ruisseau des Pesquiés - Ruisseau des Combes - Ruisseau de la Franquèze - Ruisseau de Cadousse - Ruisseau de Bage - Vioulou - Ruisseau de Connes - Ravin de la Nauq - Ruisseau du Landounès - Ruisseau des Carbonnières - Ruisseau de Cayrac - Ruisseau de Cantarane | - Ruisseau des Agoutes - Ruisseau de Violelle - Ravin des Cazals - Ruisseau de Bécade - Ravin de la Barthette - Ruisseau de Goutinesque - Ravin de Ligounet - Ruisseau de la Nauze - Ruisseau de Dalbin - Ruisseau de Congorbes - Ruisseau de Rebéllès - Ruisseau de Lecous - Ruisseau de Vernhas - Céor - Ruisseau d'Espériols - Ruisseau de Durmes - Ruisseau de la Branche - Ruisseau de la Batherie - Ruisseau de la Gasquié - Ruisseau de Ribassès - Rieu Caut - Ruisseau del Coucut - Lieux | - Riou Naut - Ruisseau du Bruel - Ruisseau de Liaumiès - Ruisseau de Combret - Ruisseau de la Cufarie - Ruisseau de Pourcassès - Ruisseau de Fouyra - Lézert - Ruisseau de l'Herm - Ruisseau de la Gachetie - Ruisseau de Lauzentou - Ruisseau le Jaoul - Ruisseau de Sauzet - Ruisseau de Planèzes - Ruisseau de la Grave - Ruisseau du Mas del Riou - Ruisseau de la Mine - Ruisseau de Lizert - Ruisseau de Granouillet - Riou Sec - Ruisseau de Candour - Ruisseau de Ourie - Ruisseau de Bonnaval |